# Wyoming, Michigan
Wyoming, Michigan là một thành phố thuộc quận Kent thuộc tiểu bang Michigan, Hoa Kỳ. Thành phố có tổng diện tích km², trong đó diện tích đất là 63,82 km². Theo điều tra dân số Hoa Kỳ năm 2010, thành phố có dân số 72.125 người.